# Brug 436
Brug 436 is een vaste brug in  Watergraafsmeer, Amsterdam-Oost.
De verkeersbrug is gelegen in de Fizeaustraat en overspant de Fahrenheitsingel. Het is een zogenaamde duiker naar ontwerp van Piet Kramer. De brug mist de voor Kramer zo bekende versierselen, maar de balustrades wijzen wel op zijn hand. De brug ligt op nog geen twintig meter van brug 441, eveneens van Kramer. In tegenstelling tot die brug dalen de balustrades niet in, maar voorbij het landhoofd de grond in.
Naast de brug ligt het in de buurt bekende voormalige RIAGG-gebouw van Piet Zanstra, in 2017 in gebruik als horecagelegenheid.
<<< · 400 · 401 · 402 · 403 · 404 · 405 · 406 · 407 · 408 · 409 · 410 · 411 · 413 · 414 · 415 · 416 · 417 · 418 · 419 · 420 · 421 · 422 · 423 · 424 · 425 · 427 · 429 · 430 · 431 · 432 · 433 · 434 · 435 · 436 · 437 · 438 · 439 · 440 · 441 · 442 · 443 · 444 · 445 · 446 · 447 · 448 · 449 · 450 · 451 · 452 · 453 · 454 · 455 · 456 · 457 · 458 · 459 · 460 · 461 · 462 · 463 · 464 · 465 · 466 · 469 · 470 · 471 · 472 · 473 · 474 · 475 · 476 · 478 · 479 · 480 · 482 · 483 · 485 · 486 · 487 · 488 · 489 · 490 · 491 · 492 · 493 · 494 · 495 · 496 · 497 · 499 · >>>
Brugnummers 412, 426, 428, 467, 468, 477, 481, 484 en 498 zijn niet (meer) vergeven.